# A rohanás
1974-ben jelent meg a Skorpió debütáló albuma, A rohanás. Általában ezt tekintik az első hard rock-albumnak a magyar könnyűzene történetében. A rohanás a Skorpió legsikeresebb albuma, megjelenése után több mint százezer darabot adtak el belőle, így aranylemez lett. Ezen hallható az együttes egyik legsikeresebb dala, az Így szólt hozzám a dédapám, melyet a rádiók ma is gyakran játszanak. Bár a dal alighanem a Skorpió egyik legismertebb felvétele, countrys hangzása mégsem jellemző az együttesre. A dalok többségét az együttes vezetője, Frenreisz Károly írta és énekelte.
Az album hangzásában újat hozott a magyar zenei életbe: korábban – kevés kivételtől eltekintve – nem létezett sikeres együttes, mely hard rockot játszott. A Skorpió zenéjében kulcsszerepe volt a ritmusszekciónak, a dobnak és a basszusgitárnak; az album dalaira jellemző Frenreisz erős, néha szolisztikus basszusjátéka (például a Másképp dobogna, a Keresem, keresem… és a Szikrázzatok, lányok című dalokban) és Fekete Gábor dobolásának előtérbe kerülése (a Fantáziában és a Másképp dobogna című dalban dobszóló is van). Papp Gyula orgonajátéka tovább erősítette a hangzást, de melodikusabb színezetet is adott annak, például a Fantáziában, vagy az Így szólt hozzám a dédapámban. Ugyancsak Papp Gyula volt az egyik első magyar billentyűs, aki szintetizátort használt (kiváló példa erre a Minden nap megtörténhet velem szintetiszátorszólója) A hangzást végül, de nem utolsósorban, Szűcs Antal Gábor virtuóz gitárjátéka egészítette ki. A Jó lenne, ha szeretnél központi riffje és a Keresem, keresem… két gitárszólója az album csúcspontjai közé tartozik. Emellett ő énekelte az Így szólt hozzám a dédapám című dalt.
A rohanás eredeti hanglemez kiadása 1974 elején jelent meg az MHV Pepita gondozásában. Az első kiadás borítója lényegesen csak annyiból tűnik ki a többi kiadás borítóitól, hogy nem volt laminálva, ennek köszönhetően könnyen kopott az amúgy is matt borító, lemeze pedig a későbbi présektől eltérően jóval nehezebb, masszív korongra sikerült, a lemezcímkéjére pedig a kocka alakú Pepita lógó volt feltüntetve. Az első kiadásból a borítónak köszönhetően jóval kevesebb példány létezik, mint a soron következő laminált borítós kiadás, amelynek a borítója sokkal tartósabbnak bizonyult, mint elődje. Ennek a kiadásnak a lemeze lényegében annyiban tér el az első kiadásétól, hogy lemezvágás technika tekintetében más nyomatról van szó, mert jóval könnyedebb, flexibilisebb, mint az első kiadás korongja, de ettől függetlenül a címkéjén ugyancsak a kocka alakú Pepita embléma látható. 1974 végén a Pepita lemezkiadó megjelentette a lemez export kiadását Rushing címmel, melynek a borítója megegyezett a második magyar változat laminált borítójával, a lemezcímkéjén a kocka alakú Pepita lógó volt látható, a dalok címei pedig a címkén angol nyelven kerültek feltüntetésre. 
1975-ben a Pepita kiadta az album két utánnyomását, magyar- valamint angol nyelvű kör emblémás Pepita lemezcímkékkel egyaránt, amelyeknek a laminált borítói jóval élesebbek és színesebbek mint a korábbi kiadások tasakjai. A 2000-es évben megjelenő CD-kiadására három bónuszdal került fel: az együttes első, 1973-ban megjelent kislemezén (PEPITA – SP 70068) szereplő két dal, a Hosszú az út és a Szevasz, haver, valamint a Bacsó Péter Szikrázó lányok című filmjében elhangzó Szikrázzatok, lányok.

## Az album dalai
Minden dalt Frenreisz Károly írt, kivéve azokat, ahol a szerző jelölve van.
1. A rohanás – 2:46
2. Jó lenne, ha szeretnél – 4:04
3. Fantázia (Gershwin a "Rhapsody In Blue" témáira) (Papp Gyula) – 7:31
4. Másképp dobogna (Frenreisz Károly/Fekete Gábor) – 5:02
5. Így szólt hozzám a dédapám (Szűcs Antal Gábor/Frenreisz Károly) – 3:31
6. Keresem, keresem… (Szűcs Antal Gábor/Frenreisz Károly) – 7:36
7. Miért kell elfelednem – 4:01
8. Minden nap megtörténhet velem (Szűcs Antal Gábor/Frenreisz Károly) – 6:26
9. Esti ének (Papp Gyula/Frenreisz Károly) – 3:03

### Bónusz dalok a CD-kiadáson
1. Hosszú az út (Szűcs Antal Gábor/Frenreisz Károly) – 4:26
2. Szevasz, haver – 4:14
3. Szikrázzatok, lányok (Vukán György/Fazekas Lajos/Bacsó Péter) – 3:35

## Közreműködők
- Frenreisz Károly – ének, vokál, basszusgitár, szaxofon, fuvola
- Szűcs Antal Gábor – gitár, ének, vokál
- Papp Gyula – zongora, elektromos zongora, orgona, szintetizátor
- Fekete Gábor – dob, ütőhangszerek, ének, vokál

- Továbbá közreműködött a Bel Canto vegyeskar (karigazgató: Tóth Mihály)

### Produkció
Az eredeti felvételek 1973 és 1974 között kerültek rögzítésre.
- Juhász István – zenei rendező
- Dobó Ferenc – hangmérnök
- Huschit János – borítókép
- Kolma Imre – borítógrafika

A felvétel digitális kiadásához a korszerűsítést a "P" Stúdió készítette, 2000-ben.
- Ottó Tivadar és Küronya Miklós – hangmérnök
- Huschit János és Diner Tamás – fotó (CD borító: New Forder)
- Vértes György – szerkesztő
- Herke Péter, Sandriné Sági Erzsébet – archívum